# Bola Elizabeth Abidoye
Bola Elizabeth Abidoye (1965. szeptember 11. –) nigériai nemzetközi női labdarúgó-játékvezető.

## Pályafutása

### Nemzeti játékvezetés
Nemzeti labdarúgó-szövetségének megfelelő játékvezető bizottságai minősítése alapján jutott magasabb osztályokba. A küldési gyakorlat szerint rendszeres 4. bírói szolgálatot is végzett. Az I. Liga játékvezetőjeként 2009-ben vonult vissza.

### Nemzetközi játékvezetés
A Nigériai labdarúgó-szövetség Játékvezető Bizottsága (JB) terjesztette fel nemzetközi játékvezetőnek, a Nemzetközi Labdarúgó-szövetség (FIFA) 1995-től tartotta nyilván női bírói keretében. A FIFA JB központi nyelvei közül a angolt beszéli. 
Afrikában működő 56 női FIFA JB egyik tagja. A  nemzetközi játékvezetéstől 2009-ben búcsúzott.

#### Női labdarúgó-világbajnokság
A világbajnoki döntőkhöz vezető úton Egyesült Államok rendezte a 3., az 1999-es női labdarúgó-világbajnokságot, valamint a 4., a 2003-as női labdarúgó-világbajnokságot, ahol a FIFA JB játékvezetőként alkalmazta. Az első afrikai nő, aki világbajnokságon mérkőzést vezethetett. Világbajnokságon vezetett mérkőzéseinek száma: 4.

##### 1999-es női labdarúgó-világbajnokság

###### Világbajnoki mérkőzés
| Időpont          | Helyszín                    | Mérkőzés típusa              | Mérkőzés                | Eredmény | Nézők száma |
| ---------------- | --------------------------- | ---------------------------- | ----------------------- | -------- | ----------- |
| 1999. június 20. | Rose Bowl Stadion, Pasadena | csoportmérkőzés (B. csoport) | Németország–Olaszország | 1 – 1    | 17 100      |
| 1999. június 27. | Foxboro Stadium, Foxborough | csoportmérkőzés (B. csoport) | Mexikó–Olaszország      | 0 – 2    | 50 484      |

##### 2003-as női labdarúgó-világbajnokság

###### Világbajnoki mérkőzés
| Időpont              | Helyszín                          | Mérkőzés típusa              | Mérkőzés               | Eredmény | Nézők száma |
| -------------------- | --------------------------------- | ---------------------------- | ---------------------- | -------- | ----------- |
| 2003. szeptember 21. | Home Depot Center Stadion, Carson | csoportmérkőzés (D. csoport) | Ausztrália–Oroszország | 1 – 2    | 15 239      |
| 2003. szeptember 26. | RFK Stadion, Washington           | csoportmérkőzés (D. csoport) | Argentína–Németország  | 1 – 6    | 17 618      |

#### Afrikai Nemzetek női-kupája
| Időpont            | Helyszín                     | Mérkőzés típusa           | Mérkőzés           | Eredmény |
| ------------------ | ---------------------------- | ------------------------- | ------------------ | -------- |
| 2000. november 11. | Városi Stadion, Boksburg     | döntőcsoport (A. csoport) | Dél-Afrika–Réunion | 3 – 0    |
| 2000. november 17. | Városi Stadion, Johannesburg | döntőcsoport (A. csoport) | Réunion–Uganda     | 1 – 2    |

#### Olimpiai játékok

##### 2000. évi nyári olimpiai játékok
A 2000. évi nyári olimpiai játékok labdarúgó tornáján a FIFA JB bírói szolgálatra alkalmazta.

###### Női labdarúgótorna a 2000. évi nyári olimpiai játékokon
| Időpont              | Helyszín                | Mérkőzés típusa              | Mérkőzés               | Eredmény | Nézők száma |
| -------------------- | ----------------------- | ---------------------------- | ---------------------- | -------- | ----------- |
| 2000. szeptember 13. | Bruce Stadion, Canberra | csoportmérkőzés (E. csoport) | Ausztrália–Németország | 0 – 3    | 24 800      |